# Bundesstraße 535
Die Bundesstraße 535 (Abkürzung: B 535) ist eine deutsche Bundesstraße in Baden-Württemberg.

## Verlauf
Die B 535 führte bislang von Heidelberg-Kirchheim nach Schwetzingen. Ein zusätzliches zunächst separates Teilstück, die Nordtangente bzw. Ortsumfahrung Schwetzingen (Nordstadt), verläuft zwischen Plankstadt und Schwetzingen bis hin zur B 36. Das bisher noch fehlende Verbindungsstück zwischen der L 600 und der L 543, die Ortsumfahrung Schwetzingen (Oststadt), die abschnittsweise in einem 650 Meter langen Tunnel verläuft, wurde im Dezember 2010 fertiggestellt und am 22. Dezember 2010 dem Verkehr übergeben. Ab nun soll die B 535 den Planungen zufolge die weiter nördlich parallel verlaufende A 656 und die quer  durch die Schwetzinger Oststadt verlaufende Bruchhäuser Landstraße entlasten, und ist damit eine verbesserte Verbindung von der A 5 (Anschluss Heidelberg/Schwetzingen) zur B 36, und damit auch zur A 6 (Anschluss Mannheim/Schwetzingen) und dem dort gelegenen gemeinsamen Gewerbegebiet von Schwetzingen und Brühl. Praktisch sind bereits vor der Fertigstellung Gewerbegebiete entlang der Ortsumgehung Schwetzingen gewachsen, an der Ortseinfahrt Plankstadt, an der Ortsverbindungsstraße Plankstadt-Schwetzingen, am Schwetzinger Stadtteil Hirschacker, und ebenso das große Gewerbe- und Industriegebiet von Plankstadt. Auch ein neues Wohngebiet von Plankstadt hat jetzt einen kurzen Weg zur Bundesstraße.

## Aktueller Stand

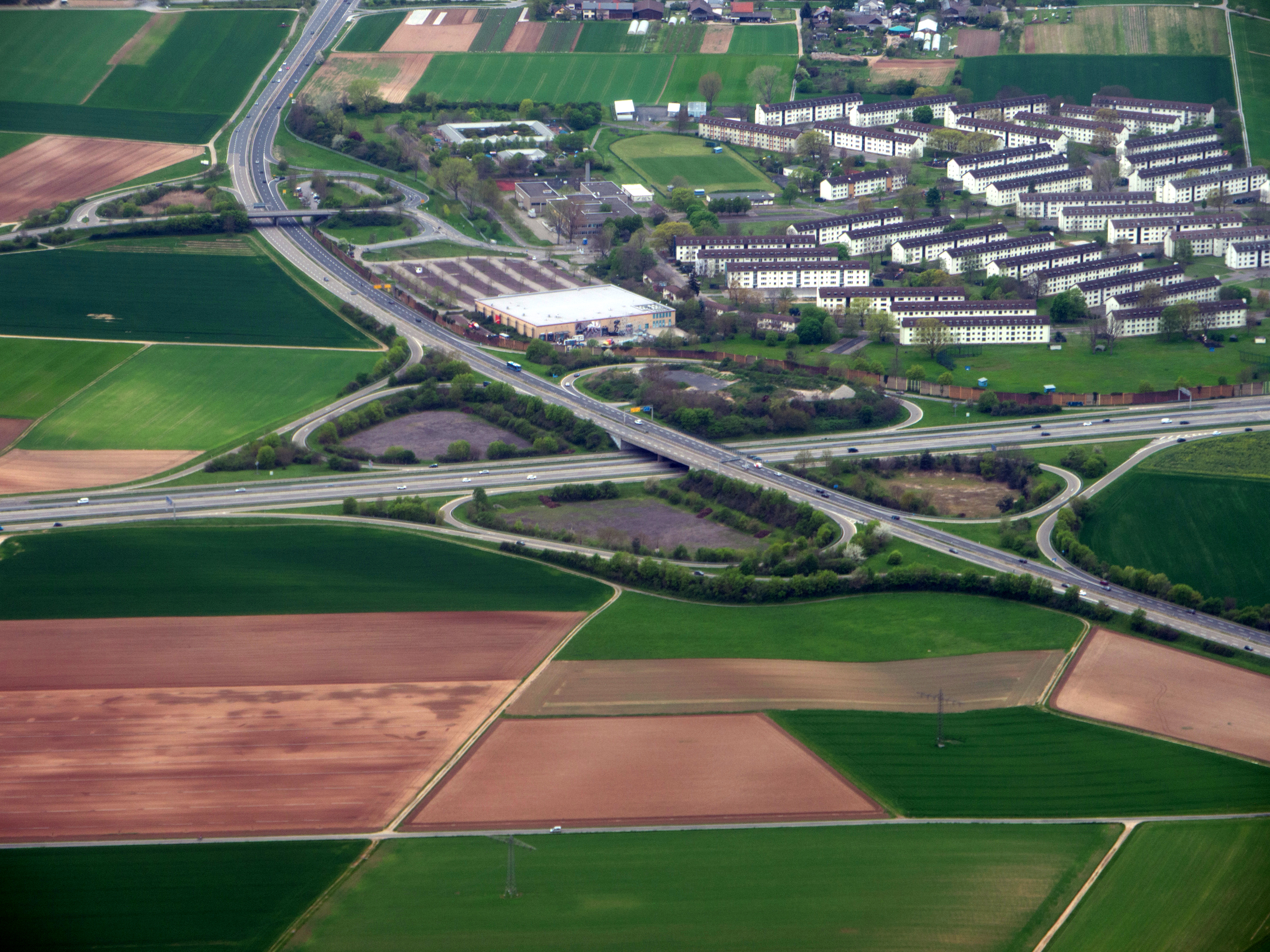
Kreuz Heidelberg-Schwetzingen mit der A5

Zwischen dem Anschluss an die Bundesstraße 3 und dem Knoten Speyerer Straße/Grasweg ist die B 535 zweistreifig, im weiteren Verlauf vierstreifig. Zwischen den Anschlüssen Schwetzingen/Plankstadt und Schwetzingen Nord sind der dritte und vierte Fahrstreifen allerdings noch in Bau.
Laut Mitteilung des RP Karlsruhe wird der letzte Teil nicht mehr 2013 fertiggestellt. Die derzeitige Fertigstellung ist nun bis 2015 vorgesehen.
Gründe für die Verzögerung sind unter anderem die fehlende Brücke über die Gleise der DB sowie der Fund seltener Eidechsen im Bereich der ehemaligen Kaserne.
Der östlichste Teil der B 535 zwischen der Speyerer Straße und dem Anschluss zur B 3 südlich von Kirchheim sollte nach Plänen der baden-württembergischen Landesregierung ebenfalls auf vier Spuren erweitert werden. Er wird von rund 39.000 Fahrzeugen täglich befahren wird, was etwa das Doppelte des Wertes ist, ab dem Straßen entsprechend ausgebaut werden. Eine vorgesehene Anmeldung dieses Vorhabens zum Bundesverkehrswegeplans 2030 wurde im Herbst 2013 wieder zurückgezogen, da sich sowohl der Heidelberger Gemeinderat als auch die Bezirksbeiräte von Kirchheim und Rohrbach dagegen ausgesprochen hatten.

## Geschichte
Ein erstes Teilstück der Bundesstraße 535 wurde 1998 eingerichtet, um das Netz der Bundesstraßen im Rheintal bei Heidelberg zu verbessern. 2002 wurden die Planungen für die Erweiterung um die Ortsumgehung Schwetzingen konkret. Eine Bürgerinitiative für den Erhalt des Naherholungsgebietes bzw. Biotopes „Zeitzeloch“ zeigte Wirkung, indem ein Teilstück bei Plankstadt und Schwetzingen unterirdisch durch einen Tunnel geführt wurde, so dass wenigstens die ärgste Lärmbelastung der Anwohner entfällt. Entlang der Stadtgrenze von Plankstadt schützt außerdem ein hoher Lärmschutzwall. Am 27. Juni 2007 wurde ein Teilstück zwischen der B 36 und Plankstadt-Nord einbahnig in Betrieb genommen. Ende 2007 wurde das daran anschließende Stück bis zur L 543 in Betrieb genommen. Für den Bundesstraßenbau wurden zahlreiche Ackerflächen aufgegeben.

## Frühere Strecken und Bezeichnungen
Die B 535 wurde in wesentlichen Teilen neu gebaut. Einige Teile bestanden allerdings auch schon zuvor:
- zwischen Speyerer Straße/Grasweg und Patrick-Henry-Village als L 600 a
- zwischen Patrick-Henry-Village und östlich Schwetzingens als L 600 sowie
- zwischen Schwetzingen-Nord und der Autobahnanschlussstelle Mannheim / Schwetzingen als B 36.